# Ducado de Friedland

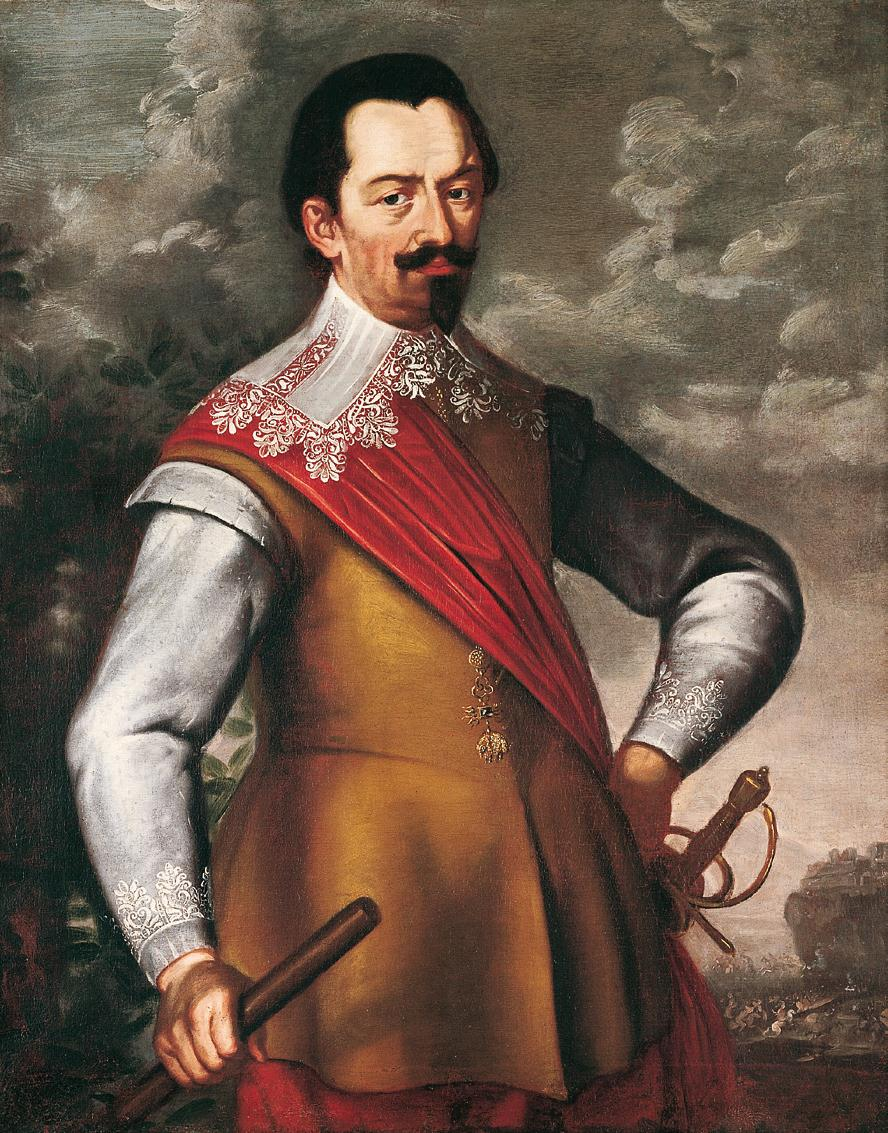
Albrecht von Wallenstein.

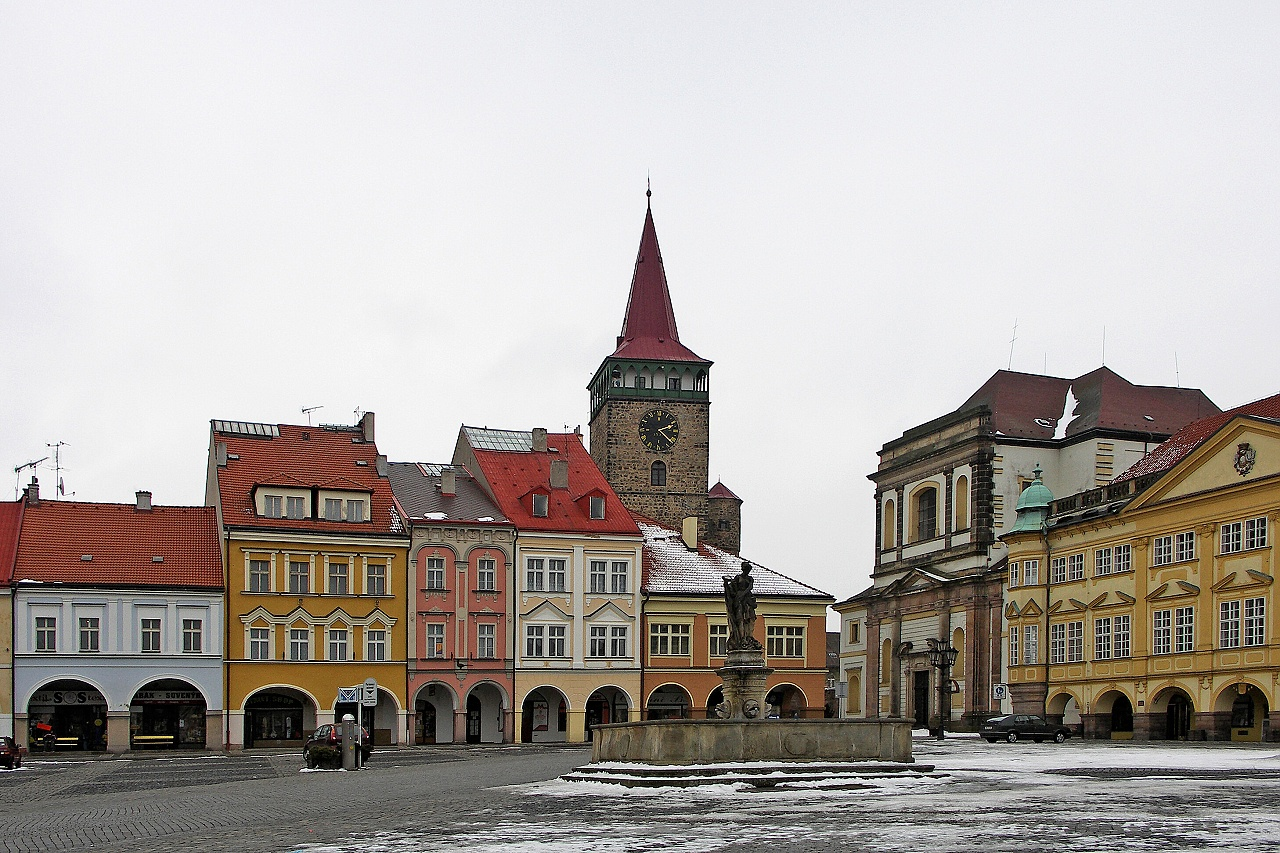
Jičín, plaza de Wallenstein. En la derecha la inconclusa iglesia del obispado, y más a la derecha la parte delantera del palacio ducal, reconstruido tras la muerte de Wallenstein.

El Ducado de Friedland –en alemán Herzogtum Friedland, en checo Frýdlantské vévodství– fue un ducado bohemio de facto soberano, creado en 1627 y desaparecido en 1634 a la muerte de su dueño, Albrecht von Wallenstein (1582–1634). Fue precedido por el Principado de Friedland –en alemán Fürstentum Friedland, en checo Frýdlantské knížectví–, que existió entre 1624 y 1627.
La creación del principado y luego del ducado fue consecuente al ascenso al poder de Albrecht von Wallenstein, jefe militar al servicio de la Casa de Habsburgo durante la guerra de los Treinta Años. En agosto de 1622 le fueron concedidos a Wallenstein los títulos de conde palatino –Pfalzgraf, falckrabě– y conde imperial –Graf, hrabě–. El complemento «de Friedland» –von Friedland, z Frýdlantu– le sería otorgado después de que se hiciese con la ciudad bohemia de Frýdlant en 1621, junto a todos los dominios –Herschaft, panství– de ésta. El 7 de septiembre de 1623 se le dio el título de duque imperial. Para entonces ya era dueño de 49 dominios en las partes oriental y septentrional de Bohemia, creciendo el número a 64 en 1624, por lo que el emperador Fernando II declaró la zona como el Principado de Friedland. Debido al título ducal de Wallenstein, el principado fue elevado a ducado el 4 de enero de 1627.
El nuevo ducado era independiente de facto del resto de Bohemia y hasta contaba con el derecho de abandonar la unión de los países checos –no estaba registrado en las tablas de la tierra del reino checo–. Wallenstein había empezado una ambiciosa reconstrucción de Jičín, la capital del ducado, y planeaba la constitución de una diócesis, una universidad y una dieta. En 1628 obtuvo el derecho a acuñar sus propias monedas y a conceder títulos de nobleza y privilegios municipales.
En la preparación de la nueva universidad, Wallenstein incluyó una invitación a la Compañía de Jesús para que se establecieran en Jičín y fundasen un colegio jesuita. El duque empezó la edificación de una gran iglesia al estilo del Barroco temprano como sede del obispado (que nunca fue terminada y que hoy sirve como iglesia mayor de la ciudad), al lado de la cual se situó el palacio ducal. Cerca de Jičín se construyó un gran parque, cuyos restos han sobrevivido hasta la actualidad.
Wallenstein dispuso que el financiero Hans de Witte creara y controlase las minas de cobre, plata y plomo, las forjas de hierro, las fábricas de armamento y el sistema de transporte del río Elba, todo ello preparado para los suministros de las fuerzas del señor de la guerra.
Tras la muerte de Wallenstein (1634), la mayor parte del ducado fue conferido al conde Matthias Gallas, y su carácter independiente fue anulado.